# اینترنت در-خودرو
اینترنت در-خودرو، (به انگلیسی: In-car Internet) به ارائه خدمات شبکه اینترنت، درون خودرو گفته می‌شود، که سیستم‌های رساننده خدمات اینترنتی معمولاً از شبکه‌های تلفن همراه برای این منظور استفاده می‌کنند.
شرکت نوواتل و سایر شرکت‌های فعال در این حوزه، از سال ۲۰۰۸ سرویس اینترنت در-خودرو را ارائه می‌کنند و برای این منظور مودم‌های وای-فای، که از شبکه‌های جی‌اس‌ام یا سی‌دی‌ام‌ای استفاده می‌کنند را، درون خودروی موردنظر نصب می‌نمایند.
بر پایه تحقیقاتی که در سال ۲۰۱۳ انجام شده‌است، کلیه اتومبیل‌های تولید شده در قاره اروپا در این سال، به قابلیت اینترنت در-خودرو تجهیز شده بودند. نخستین بار، توسط شرکت کرایسلر مورد استفاده قرار گرفت.